# Salix subfragilis
Salix subfragilis är en videväxtart som beskrevs av Anderss.. Salix subfragilis ingår i släktet viden, och familjen videväxter. Inga underarter finns listade i Catalogue of Life.